# Opoeteren
Opoeteren est une section de la ville belge de Maaseik située en Région flamande dans la province de Limbourg. C'était une commune à part entière avant la fusion des communes de 1977.

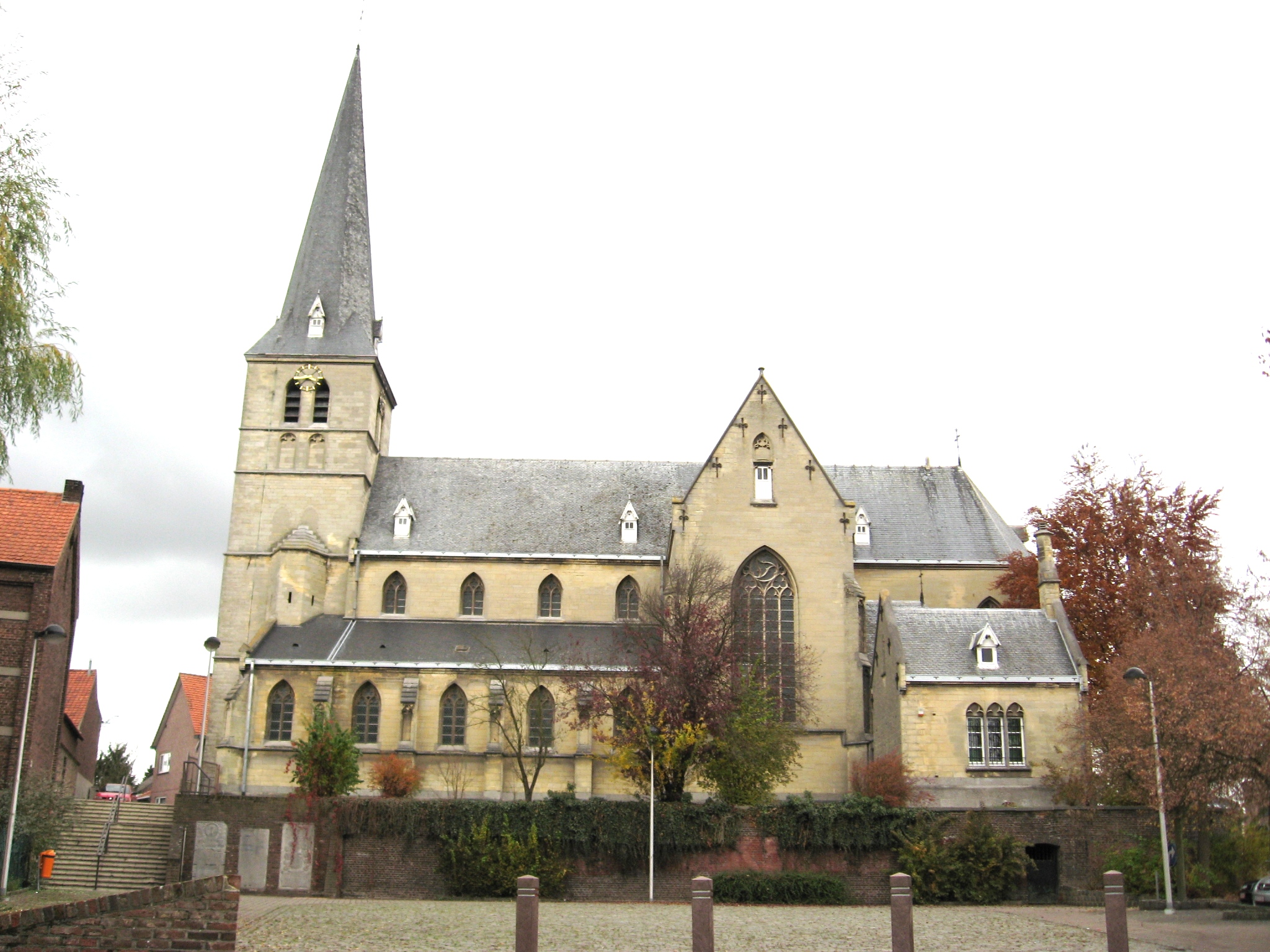
Église Saint-Denis.

## Évolution démographique
- Sources : INS, www.limburg.be et Ville de Maaseik.